# Ácido graso cis

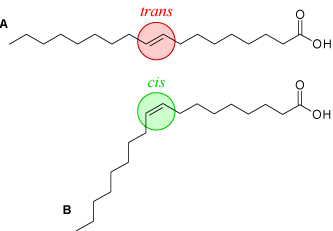
Ácido oleico cis y trans

Un ácido graso cis es un ácido graso insaturado que posee los grupos semejantes o idénticos (generalmente grupos –H) en el mismo lado de un doble enlace. Los ácidos grasos cis son isómeros de los ácidos grasos trans, en los que los –H se disponen uno a cada lado del doble enlace.
Los ácidos grasos con dobles enlaces cis no son cadenas rectas sino que poseen un "codito" en el punto donde está el doble enlace; por el contrario, los trans son rectilíneos; los dobles enlaces cis son mucho más comunes en los seres vivos que los trans.
| Diagrama de la estructura molecular de distintos ácidos grasos                    | Diagrama de la estructura molecular de distintos ácidos grasos                                      | Diagrama de la estructura molecular de distintos ácidos grasos                                        |
| Ácido graso saturado                                                              | Ácido graso cis-insaturado                                                                          | Ácido graso trans-insaturado                                                                          |
| --------------------------------------------------------------------------------- | --------------------------------------------------------------------------------------------------- | --- |
|                                                                                   | | |
| Átomos de carbono saturados (cada uno con 2 hidrógenos) unidos por un solo enlace | Átomos de carbono insaturados (cada uno con 1 hidrógeno) unidos por enlace doble. Configuración cis | Átomos de carbono insaturados (cada uno con 1 hidrógeno) unidos por enlace doble. Configuración trans |